# 新宿ジョイシネマ
新宿ジョイシネマ（しんじゅくジョイシネマ）は、かつて東京都新宿区歌舞伎町に存在した映画館である。1947年（昭和22年）12月、のちの「地球会館」の場所に開館した新宿地球座（しんじゅくちきゅうざ）が原点であり、追って開館した新宿名画座（しんじゅくめいがざ）、「地球会館」の新築・落成とともに新設された新宿座（しんじゅくざ）とともに、1995年（平成7年）に「新宿ジョイシネマ」と館名を統一した。「新宿ジョイシネマ」は第一義的には1984年（昭和59年）に新宿座を改称した際の単一館名であったが、その後、ヒューマックスピクチャーズ（現在のヒューマックスシネマ）が歌舞伎町にもつ5スクリーン（のち3スクリーン）を指す総合的な館名となった。
本項では「新宿地球座」開館から「新宿ジョイシネマ1・2・3」閉館まで（1947年12月 - 2009年5月31日）を扱う。

## 沿革
- 1947年12月 - 林以文が新宿・歌舞伎町に新宿地球座を開館[4][5]
- 1948年5月 - 林以文が惠通企業株式会社（現在の株式会社ヒューマックス）を設立[4]
- 1953年1月2日 - 新宿劇場開館（1970年閉館）[5]
- 1956年3月 - 新宿名画座（のちの新宿ジョイシネマ3）開館[5][8]
- 1958年6月 - 林以文が株式会社地球会館を設立[4]
  - 同年12月 - 「地球会館」新築・落成、新宿座が開館、新宿地球座が再開館（のちの新宿ジョイシネマ1・2）[4]
- 1971年10月 - 閉館した新宿劇場跡地に「新宿ジョイパックビル」（現在の「ヒューマックスパビリオン新宿歌舞伎町」）が落成[4]
- 1983年 - 新宿地球座が歌舞伎町松竹と改称
- 1984年 - 新宿座が新宿ジョイシネマと改称
- 1987年5月 - 新宿名画座が新宿シネパトスと改称[9]
- 1995年7月 - 新宿ジョイシネマ1・2・3・4・5へと館名を統一、「新宿ジョイパックビル」の歌舞伎町シネマ1・2（1985年開館）を3・4に改称[9]
- 1997年11月 - 新宿ジョイシネマ3・4を閉館、新宿ジョイシネマ5を3と改称
- 2009年5月31日 - 新宿ジョイシネマ1・2・3すべて閉館[5]
- 2011年1月 - 「ヒューマックスパビリオン新宿アネックス」（かつての地球会館）の大改修工事を完成[4]

## データ
- 所在地
  - 新宿座・新宿地球座：東京都新宿区歌舞伎町753番地 地球会館 地階・4階
    - ジョイシネマ1・2：東京都新宿区歌舞伎町1丁目21番7号 地球会館（現在の「ヒューマックスパビリオン新宿アネックス」）地階・4階（のち3階）[6]

北緯35度41分43.46秒 東経139度42分3.81秒 / 北緯35.6954056度 東経139.7010583度
  - ジョイシネマ3・4：東京都新宿区歌舞伎町1丁目20番1号 新宿ジョイパックビル（現在の「ヒューマックスパビリオン新宿歌舞伎町」）2階

北緯35度41分44.71秒 東経139度42分5.22秒 / 北緯35.6957528度 東経139.7014500度
  - 新宿名画座 : 東京都新宿区歌舞伎町511番地 中台工業ビル 1階
    - ジョイシネマ5→3：東京都新宿区歌舞伎町1丁目27番5号 中台工業ビル（現在のAPMビル）1階[6][10]

北緯35度41分43.27秒 東経139度42分2.81秒 / 北緯35.6953528度 東経139.7007806度
- 観客定員数
  - 新宿座：520名（1959年[7]）
    - ジョイシネマ1：400名（2002年[3]、2009年[6]）

  - 地球座：480名（1959年[7]）
    - ジョイシネマ2：305名（2002年[3]、2009年[6]）

  - 名画座：500名（1959年[7]）
    - ジョイシネマ3：300名（2002年[3]） / 296名（2009年[6]）

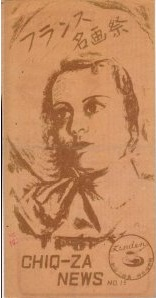
1948年（昭和23年）7月に発行された『地球座ニュース』15号の表紙。

## 概要
第二次世界大戦後、かつて東京府立第五高等女学校（移転して現在の東京都立富士高等学校）のあった歌舞伎町の地区を開発することになり、林以文が1947年（昭和22年）12月、歌舞伎町753番地に新宿地球座を新築・開館した。同地区の開発はなかなか進まず、地球座の開館は同地への進出第1号であり、周囲に施設が揃い始めるのは数年後のことであった。林は翌1948年（昭和23年）5月、惠通企業株式会社を設立、地球座では外国映画（洋画）を上映して『地球座ニュース』を発行し、地球座は軌道に乗った。1951年（昭和26年）には、東京急行電鉄が東京スケートリンク、同年11月には東亜興行が新宿オデヲン座を開業し、さらに2年後の1953年（昭和28年）1月2日には、歌舞伎町879番地に林が新宿劇場を新築・開館したが、まだ新宿コマ劇場の位置は野原であった。
1956年（昭和31年）3月、李合珠の経営する中台工業（現在のエイチアイインターナショナル）が地球座の西側、歌舞伎町511番地に「中台工業ビル」を新築・開業、その際に惠通企業は同ビル1階に入居して映画館を開き、新宿名画座として開館した。同館は、基本的に日本映画の旧作を上映する劇場であった。1958年（昭和33年）6月、惠通企業は傘下に株式会社地球会館を設立、同年12月には、新宿地球座の位置に「地球会館」を新築・落成、地下に新宿座が開館、4階に新宿地球座が再開館した。新宿座が日本映画、新宿地球座が外国映画というすみわけであった。開館当時の地球会館は、2つの映画館のほか2階にコンサートホール、7階に「キャバレームーランルージュ」があり、総合娯楽ビルディングであった。1959年（昭和34年）当時の惠通グループのこれら映画館の経営母体は、新宿座・新宿地球座が株式会社地球会館、新宿名画座が惠通企業、新宿劇場が林の個人経営であった。
1971年（昭和46年）には、新宿劇場を閉館した跡地に「新宿ジョイパックビル」（現在の「ヒューマックスパビリオン新宿歌舞伎町」）を建設、同年10月に落成、ボウリング場「新宿コパボウル」、ゲームセンター「プレイランドカーニバル」、ディスコ「プレイハウス」などがある総合レジャービルとなったが、当初、映画館は存在しなかった。ジョイパックシネマ（現在のヒューマックスシネマ）が同ビル2階に歌舞伎町シネマ1・2を1984年（昭和59年）に新設、これがのちに「新宿ジョイシネマ3・4」になった。同じころ、同年には新宿座が新宿ジョイシネマと改称、前年の1983年（昭和58年）には新宿地球座が歌舞伎町松竹と改称、1987年（昭和62年）には、新宿名画座が新宿シネパトスと改称し、ピンク映画から一般映画の上映館へとリニューアルした。同年7月、恵通企業株式会社が株式会社ヒューマックスへと社名変更、グループ名をヒューマックスグループと改称した。
テレビディレクターの岡田倫太郎は早稲田大学在学中の1991年（平成3年）頃に当館でアルバイトをしていたことがあり、当時上映していた『ダークマン』（サム・ライミ監督）や『ヒルコ 妖怪ハンター』などといった作品の宣伝を当館入口付近で行っていた。
1992年（平成4年）1月にはジョイシネマ1を一旦休館させ、同年6月に「バーチャルシアター」と称して近未来をイメージしたCG映像を上映するアトラクションシアターに転換したが、わずか3年で終了。その後1995年（平成7年）7月には、これら新宿ジョイシネマ（地球会館地下、かつての新宿座）、歌舞伎町松竹（地球会館4階、かつての地球座）、歌舞伎町シネマ1・2（新宿ジョイパックビル）、新宿シネパトス（中台工業ビル1階、かつての新宿名画座）をそれぞれ順番に新宿ジョイシネマ1・2・3・4・5へと館名を統一。ジョイシネマ1は松竹洋画系（主に丸の内ピカデリー1）のロードショー館に戻った。1997年（平成9年）11月、新宿ジョイパックビルにあった新宿ジョイシネマ3・4を閉館、中台工業ビルの新宿ジョイシネマ5を同3と改称した。1998年（平成10年）6月13日、『追跡者』（スチュアート・ベアード監督）公開のタイミングで改装を行い、新宿ジョイシネマ2は、従来の4階入口のフラット構造から3階に入口を移動してスタジアム構造に変えた。
2003年（平成15年）、ヒューマックスグループでは同劇場に関わる変更が行われた。同年2月に、株式会社ヒューマックステクノロジーを株式会社ヒューマックスシネマに社名変更し、その会社へ、同年3月、株式会社ヒューマックスピクチャーズの全事業部門を営業譲渡した。これにより、同劇場の経営母体は、株式会社ヒューマックスピクチャーズから株式会社ヒューマックスシネマに移った。
2009年（平成21年）5月31日、「新宿ジョイシネマ1・2・3」はすべてを閉館、ヒューマックスグループは歌舞伎町における映画興行から完全に撤退した。最終日の上映作はシネマ1が『ラスト サムライ』、シネマ2が『GOEMON』、シネマ3が『60歳のラブレター』だった。
その後の跡地は、2011年（平成23年）1月に「ヒューマックスパビリオン新宿アネックス」（かつての地球会館）の大改修工事が完成し、「新宿ジョイシネマ1」の跡地はライブハウス「新宿BLAZE」、「新宿ジョイシネマ2」の跡地は「ホテルウィングインターナショナル新宿」の下層階、新宿ジョイパックビルにあった「新宿ジョイシネマ3・4」の跡地は、「ヒューマックスパビリオン新宿歌舞伎町」の2階、「まんが喫茶ゲラゲラ新宿コマ劇前店」、最終的に「新宿ジョイシネマ3」となった「新宿ジョイシネマ5」（かつての新宿シネパトスおよび新宿名画座）は、「東京ミステリーサーカス」である（2019年6月現在）。